# Anchiale marmorata
Anchiale marmorata är en insektsart som först beskrevs av Ludwig Redtenbacher 1908.  Anchiale marmorata ingår i släktet Anchiale och familjen Phasmatidae. Inga underarter finns listade i Catalogue of Life.